# Subclasă
Subclasa (lat. subclasis = subclasă) este o unitate taxonomică mai mică decât clasa care cuprinde mai multe ordine.
- Denumirea latină a taxonilor în rang de subclasă se termină prin sufixul -idae pentru plante (de exemplu Magnoliidae, Ophioglossidae).
- Denumirea latină a taxonilor în rang de subclasă se termină prin sufixul -phycidae pentru alge (de exemplu Florideophycidae).
- Denumirea latină a taxonilor în rang de subclasă se termină prin sufixul -mycetidae pentru regnul fungilor (ciuperci) (de exemplu Chaetothyriomycetidae).
- Denumirea latină a taxonilor în rang de subclasă se termină prin sufixul -idae pentru bacterii (de exemplu Actinobacteridae, Acidimicrobidae)
- Pentru animale nu există o convenție precisă a denumirii latine (de exemplu Neornithes, Spiruria).